# Симфонія № 1 (Лютославський)
Симфо́нія № 3 Вітольда Лютославського написана в 1947 році. Вперше виконана 6 квітня 1948 у Катовицях силами оркестру Національного радіо, диригував Гжегож Фітельберг (Grzegorz Fitelberg).
Складається з чотирьох частин:
1. Allegro giusto
2. Poco adagio
3. Allegretto misterioso
4. Allegro vivace

Тривалість — близько 24 хвилин.
Склад оркестру: 3.3.3.3 — 4.3.3.1 — timp.perc — cel.pf — str
В 1948 цю симфонію заборонили до виконання як «формалістичний» твір.